# Cristos grădinarul
Cristos grădinarul (în franceză Le Christ Jardinier) este o pictură în ulei pe pânză din 1856-1859 realizată de pictorul francez Édouard Manet, una dintre puținele sale opere religioase. Îl arată pe Isus Cristos înviat în episodul Noli me tangere, deși în mod neobișnuit Maria Magdalena nu este arătată. Acum se află într-o colecție privată.